# Révolte des Quatorze

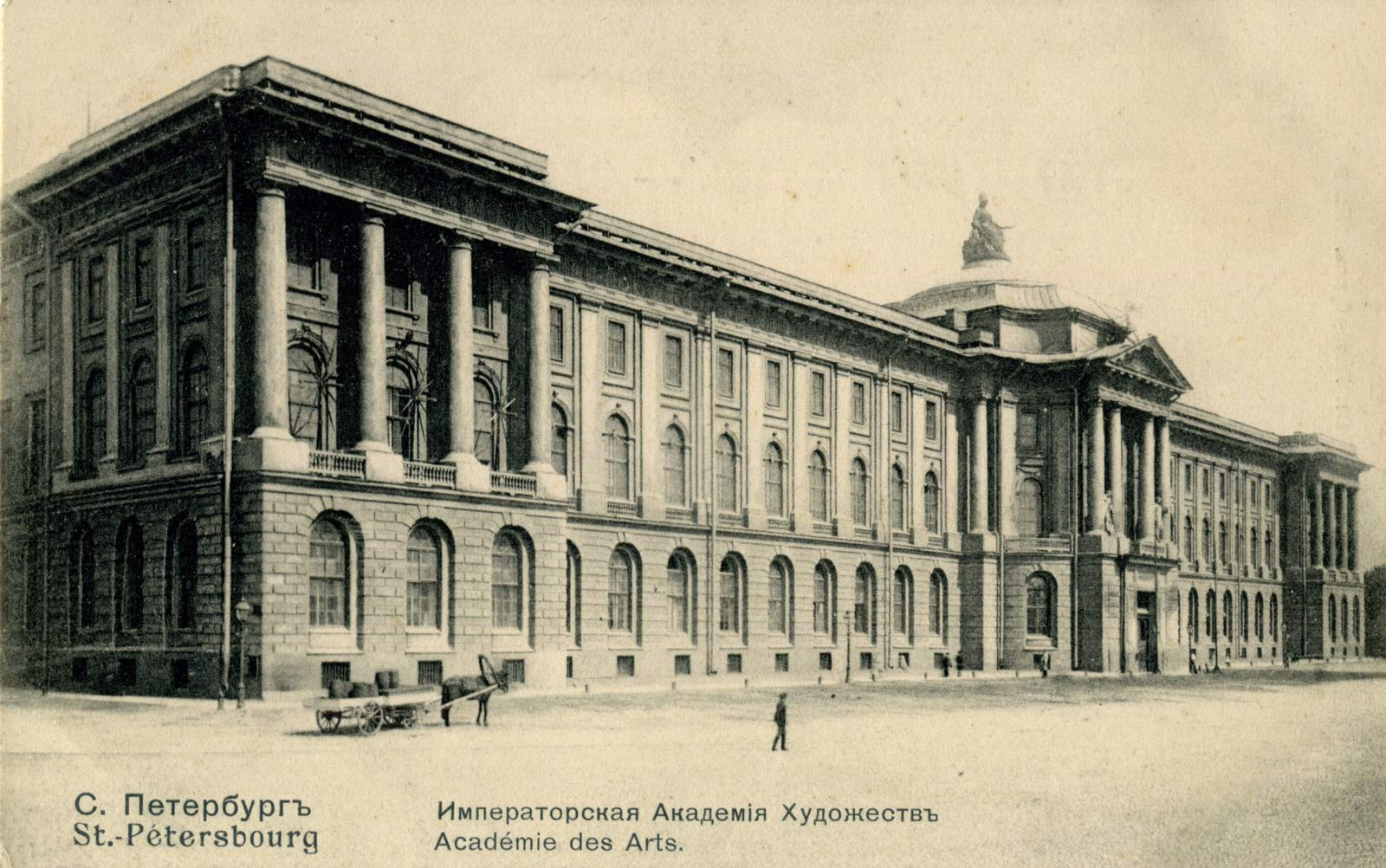
Façade de l'Académie impériale des beaux-arts de Saint-Pétersbourg

La révolte des Quatorze (Бунт четырнадцати, Bount tchetyrnadtsati) est un événement qui a fait scandale le 9 novembre 1863 à l'Académie des beaux-arts de Saint-Pétersbourg et auquel ont participé les diplômés les meilleurs de l'Académie, autour d'Ivan Kramskoï. Quatorze élèves ont refusé de participer au concours de la grande médaille d'or qui devait être décernée pour le centenaire de l'institution. Cet événement oppose pour la première fois les tenants de l'école réaliste à ceux de l'école classique académique de l'histoire de l'art du XIXe siècle.

## Le concours

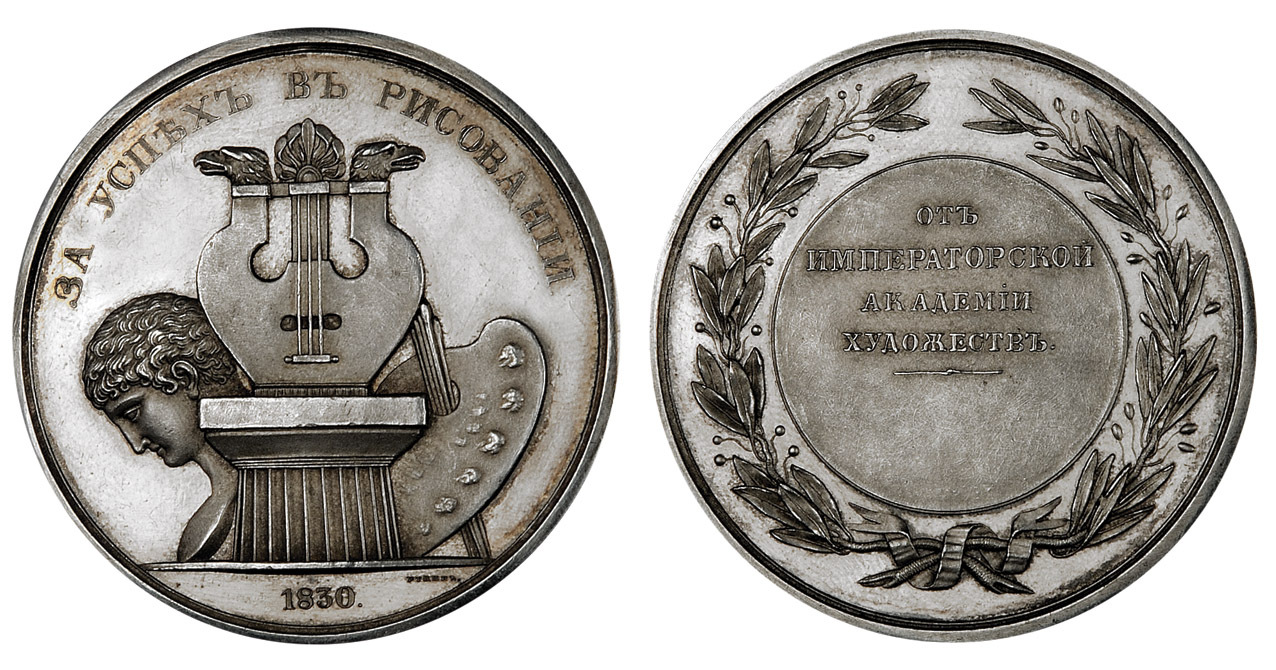
Médaille d'argent de l'Académie (1830), diamètre 46mm, gravure de Pavel Outkine

Le concours de la grande médaille d'or, financé par le ministère de la cour impériale, donne le droit à une bourse de pensionnaire pour un voyage d'études en Italie de six ans. Les diplômés les meilleurs de l'Académie y participent traditionnellement, et sont choisis parmi ceux qui ont obtenu la petite médaille d'or du « Succès en dessin ». Les pensionnaires de l'Académie reçoivent 1 500 roubles d'or par an, ce qui représente la somme confortable de presque 6 000 roubles-assignats. Les autres diplômés reçoivent de droit porter le rang d'artiste de l'Académie et d'enseigner les arts. Ils sont inscrits au dixième rang de la table des rangs (tchin) ce qui correspond à celui de « secrétaire de collège », avec une pension annuelle de 135 roubles.
Aussitôt après avoir pris connaissance du thème du concours, les participants s'isolent dans des ateliers séparés, où ils doivent en vingt-quatre heures imaginer le sujet de leur tableau et en dessiner les esquisses. L'esquisse finale est examinée par le conseil académique et ne doit pas être changée.
Pour le centenaire de l'Académie fondée par la Grande Catherine, le conseil académique modifie les règles du concours. Les prétendants ne doivent concourir qu'une fois. Ceux issus des classes de peinture de genre doivent avoir étudié en même temps dans celles de la peinture d'histoire, ceux-ci n'ayant pas le droit de choisir librement le sujet du tableau. Il est prescrit de dépeindre les sentiments, comme la tristesse ou bien la nostalgie de la Patrie, etc. Du côté de l'Académie, un grand pas est ainsi franchi vers l'union de la peinture d'histoire avec celle de genre qui avait à cette époque la faveur du public.

## La révolte

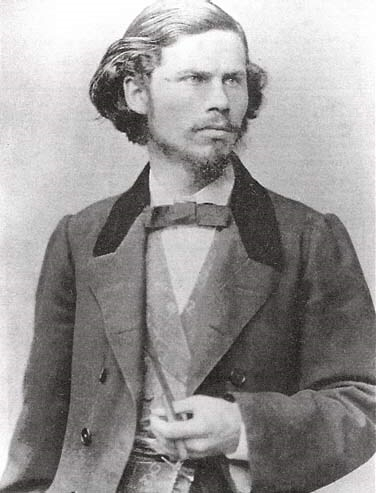
Ivan Kramskoï à l'époque de ses années académiques

Quatorze diplômés, qui sont issus des classes de genre et d'histoire et qui ont reçu la petite médaille d'or, sont appelés à concourir : il s'agit de Nikolaï Choustov (ru) (1834-1868), Nikolaï Dmitriev-Orenbourgski (1837-1898), Alexandre Grigoriev (1837-1886), Firs Jouravliov (ru) (1836-1901), Alekseï Korzoukhine (1835-1894), Ivan Kramskoï (1837-1887), Karl Lemokh (1841-1910), Alexandre Litovtchenko (1835-1890), Constantin Makovski (1839-1915), Alexandre Morozov (1835-1904), Mikhaïl Peskov (1834-1864), Nikolaï Petrov (1834-1876), Johann Gottlieb Wenig (1837-1872) et Piotr Zabolotski (ru) (1842-1916).
Ils estiment que le fait de n'avoir pas donné les mêmes droits à la peinture de genre et à la peinture d'histoire ne les met pas sur un pied d'égalité et envoient en conséquence une pétition au conseil académique le 8 octobre 1863, demandant la liberté du choix des sujets, si le thème demandé par le conseil ne leur convient pas. Ils mettent également en doute le principe d'isolement de vingt-quatre heures pour les esquisses.
La pétition est examinée en séance et le conseil décide d'en revenir au règlement précédent et de donner à tous les participants, aussi bien d'histoire que de genre, un thème biblique ou bien un thème d'histoire ancienne; mais la lettre reste sans réponse et les diplômés ne sont pas prévenus.
Ivan Kramskoï décide ensuite d'envoyer une lettre au prince Gagarine, vice-président de l'Académie, cependant Makovski et Litovtchenko refusent de la signer. Cette lettre reste également sans réponse.
Le matin du 9 novembre à dix heures, les participants sont convoqués à la salle de conférence de l'Académie pour recevoir leur sujet de la part du prince Gagarine. Celui-ci est tiré de la mythologie scandinave Banquet au Walhalla. Odin doit y être représenté sur un trône entouré des dieux et héros nordiques avec deux corbeaux sur les épaules; et de plus on doit voir à travers les arches du palais de la Walhalla la lune derrière les nuages que des loups rejoignent.
Le recteur de l'académie, Bruni, ne peut continuer son annonce, car il est interrompu par Kramskoï qui déplore que ses lettres aient été sans réponse. Les diplômés quittent la salle sauf un seul : Zabolotski, de la classe d'histoire. Le concours ne peut avoir lieu avec un seul participant. Ce sont au total treize peintres et un sculpteur (Wilhelm Kreitan (1832-1896), également bénéficiaire de la petite médaille d'or, qui prend la place de Zabolotski) qui quittent donc l'Académie en conséquence de cet acte de rébellion.

## Résultat

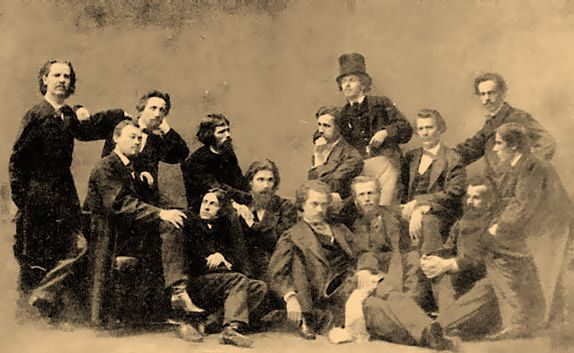
Artel des artistes

Les historiens d'art soviétiques ont voulu voir dans cette révolte un acte de rébellion démocratique qui a effectivement entraîné une enquête policière. Mais les demandes des rebelles sont finalement acceptées : ils reçoivent leur diplôme avec le rang d'artiste de seconde classe. Les jeunes peintres mettent sur pied un artel des artistes qui obtient un certain succès. Ils y donnent des cours. Huit des diplômés, dont Kramskoï, reçoivent leur nomination d'« académiciens d'honneur » et l'inscription à la table des rangs en tant que « conseiller à la cour » correspondant à la septième classe. Un autre participant, Carl Lemoch, devient plus tard professeur de dessin des enfants d'Alexandre III, dont le futur Nicolas II.